# Vuelta al Táchira 2017
Das 52. Vuelta al Táchira 2017 war ein venezolanisches Straßenradrennen. Das Etappenrennen fand vom 13. bis zum 22. Januar 2017 statt. Zudem gehörte das Radrennen zur UCI America Tour 2017 und war dort in der Kategorie 2.2 eingestuft.

## Teilnehmende Mannschaften
| UCI Professional Continental Teams Androni Giocattoli | | |
| UCI Continental Teams Aero Cycling Team | | |
| Nationalmannschaften Chile | Kuba | |
| Vereine Club Loteria Del Táchira Corpointa JHS Aves FedeIndustria Vencedores Fund Orgullo Andino 9 Grados Grupo JHS Banco Bicentenario Gob Yaracuy Kino Táchira Royal Bikes Fund Hernan Buenahora Colombia Aroma Y Tanga | Cobiserta ONA IDT Fund Johan Santana Cafe Vittoria Gob Barinas Alc Bol BolÍvar Irdeb Gob Carabobo Fund Gob Bol Trujillo Café Flor De Patria Gob Merida FundaRujano HYF Colombia | Fundación Misael Silva Amo Tachira Concafe Inv Alexander Oasi Gob Bolivariana Del Zulia La Vina Avelina Ray Sport Arenas Tlax Mexico JB Ropa Deportiva Flowerpack |

## Etappen
| Etappe     | Datum    | Etappenorte                           | type                 | Länge (km) | Etappensieger      | Gesamtführender  |
| ---------- | -------- | ------------------------------------- | -------------------- | ---------- | ------------------ | ---------------- |
| 1. Etappe  | 13. Jan. | San Cristóbal – San Cristóbal         | Flachetappe          | 102,9      | Raffaello Bonusi   | Raffaello Bonusi |
| 2. Etappe  | 14. Jan. | Peribeca                              | Hügelige Etappe      | 129,9      | Jackson Rodríguez  | John Nava        |
| 3. Etappe  | 15. Jan. | San Cristóbal – San Cristóbal         | Flachetappe          | 115,2      | Yonathan Monsalve  | John Nava        |
| 4. Etappe  | 16. Jan. | Santa Ana del Táchira – Santa Bárbara | Flachetappe          | 165,2      | Wilmen Bravo Isaga | John Nava        |
| 5. Etappe  | 17. Jan. | Socopó – Santo Domingo                | Mittelschwere Etappe | 142        | Yonathan Salinas   | John Nava        |
| 6. Etappe  | 18. Jan. | Mérida – Tovar                        | Hügelige Etappe      | 132,1      | Carlos Torres      | John Nava        |
| 7. Etappe  | 19. Jan. | Santa Cruz de Mora – La Grita         | Hochgebirgsetappe    | 171,6      | Roniel Campos      | John Nava        |
| 8. Etappe  | 20. Jan. | La Fría – Coloncito                   | Hochgebirgsetappe    | 132,7      | Yonathan Salinas   | Yonathan Salinas |
| 9. Etappe  | 21. Jan. | Ureña – Cerro El Cristo               | Mittelschwere Etappe | 159,8      | Jimmi Briceño      | Yonathan Salinas |
| 10. Etappe | 22. Jan. | Rubio – San Cristóbal                 | Flachetappe          | 112,9      | José Mendoza       | Yonathan Salinas |

## Wertungstrikots
| Etappe         | Etappensieger     | Gesamtwertung    | Bergwertung      | Punktewertung     | Sprintwertung | Teamwertung              |
| -------------- | ----------------- | ---------------- | ---------------- | ----------------- | ------------- | ------------------------ |
| 1              | Raffaello Bonusi  | Raffaello Bonusi | nicht vergeben   | Raffaello Bonusi  | John Nava     | Androni Giocattoli       |
| 2              | Jackson Rodríguez | John Nava        | John Nava        | John Nava         | John Nava     | Grupo JHS                |
| 3              | Jonathan Monsalve | John Nava        | John Nava        | Jonathan Monsalve | John Nava     | HYF Colombia             |
| 4              | Wilmen Bravo      | John Nava        | John Nava        | Wilmen Bravo      | Wilmen Bravo  | HYF Colombia             |
| 5              | Jonathan Salinas  | John Nava        | Jonathan Salinas | Jonathan Monsalve | Wilmen Bravo  | JHS Aves                 |
| 6              | Carlos Torres     | John Nava        | Jonathan Salinas | Jonathan Monsalve | Isaac Yaguaro | JHS Aves                 |
| 7              | Roniel Campos     | John Nava        | Jonathan Salinas | Jonathan Salinas  | Wilmen Bravo  | Kino Táchira Royal Bikes |
| 8              | Jonathan Salinas  | Jonathan Salinas | Jonathan Salinas | Jonathan Salinas  | Wilmen Bravo  | JHS Aves                 |
| 9              | Jimmi Briceño     | Jonathan Salinas | Jonathan Salinas | Jonathan Monsalve | Wilmen Bravo  | JHS Aves                 |
| 10             | José Mendoza      | Jonathan Salinas | Jonathan Salinas | Jonathan Monsalve | Wilmen Bravo  | JHS Aves                 |
| Wertungssieger | Wertungssieger    | Jonathan Salinas | Jonathan Salinas | Jonathan Monsalve | Wilmen Bravo  | JHS Aves                 |